# Рольові ігри (фільм)
«Рольові ігри» (англ. Role Play) — комедійний бойовик 2024 року режисера Томаса Вінсента за сценарієм Сета Оуена, продюсери Ендрю Рона та Кейлі Куоко. У фільмі зіграли Кейлі Куоко, Девід Оєлово, Руді Дхармалінгам, Конні Нільсен і Білл Наї.
«Рольові ігри» випущений Amazon MGM Studios через Amazon Prime Video 12 січня 2024 року.

## Опис
Емма (Кейлі Куоко) — наймана вбивця, яка перебуває в міжнародному розшуку, живе під вигаданим іменем у передмісті Нью-Джерсі та кілька років одружена з Дейвом (актор Девід Оєлово). Їхня спроба розіграти рольову гру в нью-йоркському готелі на річницю весілля з метою «прикрасити шлюб» провалилася, коли Емму впізнав інший найнятий убивця, Боб Келлерман (Білл Наї). Келлерман гине в бійці з Еммою, коли намагається її шантажувати — Емма вдається до втечі та летить до Берліна, щоб зустрітися зі своїм куратором Раджем (Руді Дхармалінгам), який там проживає, — і поліція Нью-Йорка та, начебто, ФБР приходять до Дейва, щоб допомогти його розшукати.

## Акторський склад
| Актор              | Роль             |
| ------------------ | ---------------- |
| Кейлі Куоко        | Емма Брекетт     |
| Девід Оєлово       | Дейв Брекетт     |
| Білл Наї           | Боб Келлерман    |
| Конні Нільсен      | Гвен Карвер      |
| Руді Дхармалінгам  | Раджа            |
| Лучія Аліу         | Керолайн Брекетт |
| Ріган Браян-Ґаджен | Ваят Брекетт     |
| Саймон Делані      | Тобі Берман      |

## Виробництво
У липні 2020 року було оголошено, що StudioCanal і The Picture Company придбали сценарій трилеру «Рольові ігри», написаний Сетом Оуеном за оригінальною ідеєю Джорджа Геллера, продюсерами якого стали Алекс Гейнеман і Ендрю Рона. У липні 2021 року було оголошено, що Кейлі Куоко веде переговори про те, щоб знятися у фільмі, а також стати продюсером разом із Гейнеманом і Роною. У жовтні 2021 року повідомлялося, що Томас Вінсент буде режисером фільму, а також були підтверджені ролі Куоко як акторки та продюсерки; Куоко також стала продюсеркою від компанії «Yes, Norman Productions».
У червні 2022 року було оголошено, що Девіда Оєлово обрано на роль чоловіка героїні Куоко, а Біллі Боба Торнтона — на роль «таємничого незнайомця, який зустрічає пару». У липні 2022 року було оголошено, що Торнтона замінив Білл Наї, адже першому довелося залишити фільм через конфлікт із розкладом. Також до акторського складу була добрана Конні Нільсен.
Основні зйомки розпочалися в липні 2022 року в Babelsberg Studio, у Берліні, Німеччина.

## Випуск
У червні 2022 року повідомлялося, що Amazon Prime Video веде останні переговори щодо випуску фільму в США та на кількох міжнародних територіях. Продаж було підтверджено того ж місяця.
«Рольові ігри» були випущені платформою 12 січня 2024 року.

## Сприйняття
Станом на 31 січня 2024, на вебсайті агрегатора рецензій Rotten Tomatoes 29 % із 41 відгуку критиків є позитивними із середньою оцінкою 4,9/10. Metacritic, який використовує середньозважену оцінку, присвоїв фільму 38 балів зі 100 на основі 11 критиків, що вказує на «загалом несприятливі» рецензії.
Денніс Гарві з Variety писав: «На щастя, режисер Томас Вінсент та сценарист Сет Оуен ставляться до „Рольових ігор“ досить легко, тому ми ніколи не відчуваємо потреби сприймати їх дуже серйозно. І це на щастя, бо інакше нам довелося б розмірковувати, чому ми у будь-якому випадку вболіваємо за аморальну безжалісну вбивцю».